# Sinișa Ivetici
Sinișa Ivetici  (Siniša Ivetić) ( n. 22 decembrie 1926, Rusko Selo, Voievodina, Iugoslavia – d. 1 mai 1968, București) a fost un regizor sârb activ  în România. În țară a sosit ca refugiat politic în anii '50 și a urmat cursurile IATC (absolvent 1956).
Colaborează cu Andrei Blaier la mai multe producții cinematografice, pentru ca în anii '60 să se reîntoarcă în Iugoslavia.

## Filmografie
- Ora „H” (1956) - în colaborare cu Andrei Blaier
- Prima melodie (1958) - în colaborare cu Andrei Blaier
- Mingea (1959) - în colaborare cu Andrei Blaier
- Furtuna (1960) - în colaborare cu Andrei Blaier
- Vară romantică (1961)